# Verdrag inzake de internationale burgerluchtvaart
Het Verdrag inzake de internationale burgerluchtvaart (Convention on International Civil Aviation, ICAO-verdrag), ook wel Verdrag van Chicago, stelt regels vast voor het gebruik van het luchtruim, de registratie en veiligheid van vliegtuigen, en beschrijft de rechten van de ondertekenaars met betrekking tot vliegreizen. Het verdrag bevat ook bepalingen met betrekking tot belastingheffing. 
Het is de opvolger van het Verdrag van Parijs uit 1919 en het Verdrag van Havana uit 1928 en werd ondertekend op 7 december 1944. Met het verdrag werd op 4 april 1947 de ICAO opgericht. Vlak daarna, in oktober 1947, werd de ICAO een gespecialiseerd orgaan van de Verenigde Naties.

## Authenticiteit van het Verdrag
Het Verdrag bestaat in zes verschillende talen, ieder van gelijke authenticiteit: Engels, Frans, Spaans en, sinds 1977, Russisch. Later zijn daaraan ook Arabisch en Chinees toegevoegd.

## Annexen
Het Verdrag is aangevuld met 19 annexen, die voornamelijk bestaan uit technische regelgeving (Standards and Recommended Practices). De Engelstalige naamgeving van de annexen in de volgorde zoals deze gebruikt wordt door de ICAO:
1. Personnel Licensing
2. Rules of the Air
3. Meterological Service for International Air Navigation
4. Aeronautical Charts
5. Units of Measurement to be Used in Air and Ground Operations
6. Operation of Aircraft
7. Aircraft Nationality and Registration Marks
8. Airworthiness of Aircraft
9. Facilitation
10. Aeronautical Telecommunications
11. Air Traffic Services
12. Search and Rescue
13. Aircraft Accident Investigation
14. Aerodromes
15. Aeronautical Information Services
16. Environmental Protection
17. Security - Safeguarding International Civil Aviation against Acts of Unlawful Interference
18. Safe Transport of Dangerous Goods by Air
19. Safety Management

## Kerosinetaks
Artikel 24 van het Verdrag van Chicago bepaalt dat wanneer van de ene staat naar de andere wordt gevlogen, de kerosine die zich reeds aan boord van een luchtvaartuig bevindt, niet mag worden belast door de staat waar het luchtvaartuig landt, noch door een staat door wiens luchtruim het luchtvaartuig is gevlogen. Dit was bedoeld om dubbele belasting te voorkomen. Er is echter geen belastingregeling in het Verdrag van Chicago voor het bijtanken van het vliegtuig voor vertrek. 
Het Verdrag van Chicago staat niet in de weg aan een kerosinebelasting op binnenlandse vluchten en op het tanken vóór internationale vluchten. Hoewel de ICAO verschillende beleidsdocumenten heeft opgesteld waarin wordt gesuggereerd dat er geen enkele vorm van belasting op vliegtuigbrandstof mag worden geheven, is geen van deze juridisch bindend en zijn ze niet te vinden in het Verdrag van Chicago zelf.
Hoewel er tal van bilaterale overeenkomsten zijn, de zogenaamde "overeenkomsten voor luchtdiensten", die uitgebreidere overeenkomsten sluiten, waaronder vaak ook belastingvrijstelling bij het bijtanken van een vliegtuig dat afkomstig is uit een andere verdragsluitende staat, staan deze los van het Verdrag van Chicago.